# Liste von Namensreaktionen/R
| Entdecker                                           | Jahr                  | Reagenzien                                                                                           | Kurzbeschreibung | Zielmolekül(e)                                | Quelle                |
| Radziszewski-Synthese                               | Radziszewski-Synthese | Radziszewski-Synthese                                                                                | Radziszewski-Synthese | Radziszewski-Synthese                         | Radziszewski-Synthese |
| --------------------------------------------------- | --------------------- | --- | --- | --------------------------------------------- | --------------------- |
| Bronisław Leonard Radziszewski                      | 1882                  | Diketone, Ammoniak, Aldehyde                                                                         | Bildung eines Diimins, Reaktion mit Carbonylgruppe                                                                       | Imidazole                                     | [ 1 ] [ 2 ]           |
| Reaktionsschema Radziszewski-Synthese               |                       | | |                                               |                       |
| Ramberg-Bäcklund-Reaktion                           |                       | | |                                               |                       |
| Ludwig Ramberg, Birger Bäcklund                     | 1940                  | α-Halogen-Sulfone, Base                                                                              | nukleophile Substitution, Abspaltung von SO2                                                                             | Alkene                                        | [ 3 ]                 |
| Reaktionsschema Ramberg-Bäcklund-Reaktion           |                       | | |                                               |                       |
| Rap-Stoermer-Reaktion                               |                       | | |                                               |                       |
| E. Rap, Richard Stoermer                            | 1895/1900             | Salicylaldehyde, α-Halogenketone                                                                     | nukleophile Substitution, intramolekulare Aldolreaktion                                                                  | Benzofurane                                   | [ 4 ] [ 5 ]           |
| Rapson-Triphenylen-Synthese                         |                       | | |                                               |                       |
| W. S. Rapson                                        | 1941                  | Cyclohexenyl-cyclohexanon, Phenylmagnesiumbromid, Aluminiumchlorid, Selen                            | Grignard-Reaktion, Kondensation unter Ringschluss, Dehydrierung                                                          | Triphenylen                                   | [ 6 ]                 |
| Raschig-Hooker-Prozess                              |                       | | |                                               |                       |
| Fritz Raschig                                       | 1939                  | Benzol, Salzsäure, Sauerstoff, Kupfer(II)-chlorid/Aluminiumchlorid (Katalysator)                     | Chlorierung zum Chlorbenzol, Hydrolyse                                                                                   | Phenol                                        | [ 7 ]                 |
| Reaktionsschema Raschig-Hooker-Prozess              |                       | | |                                               |                       |
| Rathke-β-Ketoester-Synthese                         |                       | | |                                               |                       |
| Michael W. Rathke                                   | 1985                  | Carbonsäurechloride, Malonate, Magnesiumchlorid, Triethylamin                                        | Kondensation | β-Ketoester                                   | [ 8 ]                 |
| Rauhut-Currier-Reaktion                             |                       | | |                                               |                       |
| Michael M Rauhut, Helen Currier                     | 1963                  | elektronenarme Alkene wie Enone, Organophosphorverbindungen                                          | Baylis-Hillman-Reaktion                                                                                                  | Bildung einer C-C-Bindung zum Dimer           | [ 9 ]                 |
| Rautenstrauch-Reaktion                              |                       | | |                                               |                       |
| Valentin Rautenstrauch                              | 1984                  | 1,4- oder 1,6-Enine, Gold/Palladium-Katalysatoren                                                    | Cyclisierung | Cyclopentenone                                | [ 10 ]                |
| Rawal-Indolsynthese                                 |                       | | |                                               |                       |
| Viresh H. Rawal                                     | 1998                  | Enolether, (o‐Nitrophenyl)phenyliodoniumfluorid, Titan(III)-chlorid                                  | o-Nitrophenylierung, Reduktion mit Ringschluss                                                                           | Indole                                        | [ 11 ]                |
| Reed-Reaktion                                       |                       | | |                                               |                       |
| Cortes F. Reed                                      | 1933                  | Alkane, Schwefeldioxid, Chlor                                                                        | photochemische, radikalische Sulfochlorierung                                                                            | Alkylsulfonylchloride                         | [ 12 ]                |
| Reaktionsschema Reed-Reaktion                       |                       | | |                                               |                       |
| Reetz-Alkylierung                                   |                       | | |                                               |                       |
| Manfred T. Reetz                                    | 1981                  | Ketone/tertiäre Alkohole, Dimethyltitandichlorid                                                     | Alkylierung | Methylierte Verbindungen                      | [ 13 ]                |
| Reformatzki-Reaktion                                |                       | | |                                               |                       |
| Sergei Nikolajewitsch Reformatski                   | 1887                  | Aldehyde/Ketone, Zink, α-halogenierte Carbonsäureester                                               | Bildung des Reformatzki-Reagenzes, nukleophile Addition, wässrige Aufarbeitung                                           | β-Hydroxycarbonsäureester                     | [ 14 ]                |
| Reaktionsschema Reformatzki-Reaktion                |                       | | |                                               |                       |
| Reformatzki-Honda-Reaktion                          |                       | | |                                               |                       |
| Toshio Honda                                        | 2000                  | Aldehyde/Ketone, Diethylzink, Chlorotris(triphenylphosphin)rhodium(I)                                | Reformatzki-Reaktion | β-Hydroxycarbonsäureester/β-Aminoester        | [ 15 ]                |
| Regitz-Diazotransfer                                |                       | | |                                               |                       |
| Otto Dimroth, Manfred Regitz                        | 1910/1964             | Diazo-Donoren (z. B. Azide), C-H-acide Verbindungen, Base                                            | Deprotonierung, Übertragung einer Azogruppe                                                                              | Diazoverbindungen                             | [ 16 ] [ 17 ]         |
| Reichstein-Synthese                                 |                       | | |                                               |                       |
| Tadeus Reichstein                                   | 1933                  | D-Glucose, Wasserstoff, Acetobacter, Aceton, Kaliumpermanganat                                       | Hydrierung, Fermentierung, Bildung einer Schutzgruppe, Oxidation, Entschützung, Ringschluss                              | Ascorbinsäure                                 | [ 18 ]                |
| Reaktionsschema Reichstein-Synthese                 |                       | | |                                               |                       |
| Reilly-Hickinbottom-Umlagerung                      |                       | | |                                               |                       |
| Joseph Reilly, Wilfred John Hickinbottom            | 1920                  | N-Alkylaniline, Lewis-Säure                                                                          | Umlagerung | alkylsubstituierte Aniline                    | [ 19 ]                |
| Reaktionsschema Reilly-Hickinbottom-Umlagerung      |                       | | |                                               |                       |
| Reimer-Tiemann-Reaktion                             |                       | | |                                               |                       |
| Karl Ludwig Reimer, Friedrich Tiemann               | 1876                  | Phenole, Chloroform, Base                                                                            | Bildung von Dichlorcarben, Anlagerung an Phenolat in ortho-Position, Rearomatisierung unter Chloridabspaltung, Hydrolyse | ortho-formylierte Phenole                     | [ 20 ] [ 21 ]         |
| Reaktionsschema Reimer-Tiemann-Reaktion             |                       | | |                                               |                       |
| Reissert-Aldehydsynthese                            |                       | | |                                               |                       |
| siehe Grosheintz-Fischer-Reissert-Aldehyd-Synthese  |                       | | |                                               |                       |
| Reissert-Indol-Synthese                             |                       | | |                                               |                       |
| Arnold Reissert                                     | 1897                  | Nitrotoluole, Oxalsäuredimethylester, Base, Zinn(II)-chlorid                                         | Deprotonierung, Addition/Eliminierung, Reduktion, Ringschluss, Abspaltung von Methanol, Wasser, CO2                      | Indole                                        | [ 22 ]                |
| Reaktionsschema Reissert-Indol-Synthese             |                       | | |                                               |                       |
| Reissert-Reaktion                                   |                       | | |                                               |                       |
| Arnold Reissert                                     | 1905                  | Pyridine/Chinoline, Säurechloride, Kaliumcyanid                                                      | Acylierung des Stickstoffs, Nucleophile aromatische Substitution                                                         | funktionalisierte Pyridine/Chinoline          | [ 23 ]                |
| Reaktionsschema Reissert-Reaktion                   |                       | | |                                               |                       |
| Reissert-Henze-Reaktion                             |                       | | |                                               |                       |
| Arnold Reissert, Marcus Henze                       | 1936                  | Pyridin-N-Oxide, Benzoylchlorid, Kaliumcyanid                                                        | Aktivierung des Sauerstoffs, Nucleophile aromatische Substitution                                                        | α-cyano-Pyridine                              | [ 24 ]                |
| Remfry-Hull-Synthese                                |                       | | |                                               |                       |
| Frederic Remfry, R. Hull                            | 1911/51               | Malonsäurediamide, Carbonsäureester, Base                                                            | Kondensation | Hydroxypyrimidine                             | [ 25 ] [ 26 ]         |
| Reppe-Alkin-Cyclotrimerisierung                     |                       | | |                                               |                       |
| Walter Reppe                                        | 1948                  | Alkine, Nickel(II)-/Palladium/Rhodium-Komplexe                                                       | [2+2+2]-Cyclotrimerisation                                                                                               | Benzolderivate                                | [ 27 ]                |
| Reaktionsschema Reppe-Alkin-Cyclotrimerisierung     |                       | | |                                               |                       |
| Reppe-Cyclisierung                                  |                       | | |                                               |                       |
| Walter Reppe                                        | 1948                  | Alkine, Nickel(II)-Komplex                                                                           | [2+2+2+2]-Cyclotetramerisation                                                                                           | Cyclooctatetraene                             | [ 28 ]                |
| Reaktionsschema Reppe-Cyclisierung                  |                       | | |                                               |                       |
| Reppe-Carbonylierung                                |                       | | |                                               |                       |
| Walter Reppe                                        | 1953                  | Alkene/Alkine, Kohlenstoffmonoxid, Wasser/Alkohole/Carbonsäuren, Palladium- oder Cobalt-Komplexe     | Dreikomponentenreaktion                                                                                                  | α,β-ungesättigte Carbonsäuren/Ester/Anhydride | [ 29 ]                |
| Reaktionsschema Reppe-Carbonylierung                |                       | | |                                               |                       |
| Reppe-Ethinylierung                                 |                       | | |                                               |                       |
| Walter Reppe                                        | 1937                  | Carbonylverbindungen, Acetylen, verschiedene Katalysatoren                                           | Addition | Alkinole/Alkindiole                           | [ 30 ]                |
| Reaktionsschema Reppe-Ethinylierung                 |                       | | |                                               |                       |
| Reppe-Vinylierung                                   |                       | | |                                               |                       |
| Walter Reppe                                        | 1933                  | Ethin, Alkohole/Thiole/Amine/Carbonsäuren, Base                                                      | nucleophile Addition | Vinylether/Vinylsulfide/Enamine/Vinylester    | [ 31 ]                |
| Reaktionsschema Reppe-Vinylierung                   |                       | | |                                               |                       |
| Retro-Diels-Alder-Reaktion                          |                       | | |                                               |                       |
| Otto Diels, Wolfgang Ernst Thiele                   | 1938                  | Cycloalkene                                                                                          | Rückreaktion der Diels-Alder-Reaktion                                                                                    | Diene und Alkene                              | [ 32 ]                |
| Reaktionsschema Retro-Diels-Alder-Reaktion          |                       | | |                                               |                       |
| Retropinacol-Umlagerung                             |                       | | |                                               |                       |
| N. D. Zelinsky, J. Zelikow                          | 1901                  | Alkohole, Säure                                                                                      | Bildung eines Carbeniumions, Umlagerung                                                                                  | Alkene                                        | [ 33 ]                |
| Reverdin-Reaktion                                   |                       | | |                                               |                       |
| Frédéric Reverdin                                   | 1896                  | 4-Iodanisol, Salpetersäure                                                                           | aromatische Nitrierung mit Umlagerung                                                                                    | 2-Iod-4-nitroanisol                           | [ 34 ]                |
| Reaktionsschema Reverdin-Reaktion                   |                       | | |                                               |                       |
| Rieche-Formylierung                                 |                       | | |                                               |                       |
| Alfred Rieche                                       | 1960                  | elektronenreiche Aromaten, (Dichlormethyl)methylether, Titan(IV)-chlorid                             | elektrophile Substitution                                                                                                | aromatische Aldehyde                          | [ 35 ]                |
| Reaktionsschema Rieche-Formylierung                 |                       | | |                                               |                       |
| Riehm-Chinolinsynthese                              |                       | | |                                               |                       |
| P. Riehm                                            | 1885                  | Arylaminhydrochloride, Ketone, Aluminiumtrichlorid                                                   | aromatische Cyclisierung mit Methanabspaltung                                                                            | Chinoline                                     | [ 36 ]                |
| Riemschneider-Thiocarbamatsynthese                  |                       | | |                                               |                       |
| Randolph Riemschneider                              | 1951                  | Thiocyanate, Schwefelsäure, Wasser/Alkohole                                                          | Protonierung, Bildung eines Carbokations, innermolekulare Umlagerung                                                     | Thiocarbamate                                 | [ 37 ]                |
| Reaktionsschema Riemschneider-Thiocarbamatsynthese  |                       | | |                                               |                       |
| Riley-Oxidation                                     |                       | | |                                               |                       |
| Harry Lister Riley                                  | 1932                  | Ketone/Alkene, Selendioxid                                                                           | Oxidation in α-Position                                                                                                  | Aldehyde/Ketone/Alkene                        | [ 38 ]                |
| Reaktionsschema Riley-Oxidation                     |                       | | |                                               |                       |
| Ringschlussmetathese                                |                       | | |                                               |                       |
| Didier Villemin (benannt nach Reaktionsmechanismus) | 1980                  | terminale Alkine, Ruthenium-/Wolfram-/Molybdän-Katalysator                                           | Metathese | Cycloalkene                                   | [ 39 ]                |
| Reaktionsschema Ringschlussmetathese                |                       | | |                                               |                       |
| Ritter-Reaktion                                     |                       | | |                                               |                       |
| John Joseph Ritter                                  | 1948                  | Nitrile, Alkohole/Alkene, Säure                                                                      | Bildung eines Carbeniumions, Nukleophiler Angriff, Hydrolyse, Protonenumlagerung                                         | N-Alkylamide                                  | [ 40 ]                |
| Reaktionsschema Ritter-Reaktion                     |                       | | |                                               |                       |
| Robinson-Anellierung                                |                       | | |                                               |                       |
| Robert Robinson                                     | 1935                  | Ketone, α,β-ungesättigte Ketone, Base                                                                | Michael-Reaktion, Aldolreaktion                                                                                          | Bildung von Sechsringen                       | [ 41 ]                |
| Reaktionsschema Robinson-Anellierung                |                       | | |                                               |                       |
| Robinson-Foulds-Indolsynthese                       |                       | | |                                               |                       |
| Robert Robinson, Percy Foulds                       | 1914                  | 2-Aminostyrole, Carbonsäurechloride, Brom                                                            | Bildung eines Amides, Bromierung der Doppelbindung, Ringschluss                                                          | Indole                                        | [ 42 ]                |
| Robinson-Foulds-Chinolinsynthese                    |                       | | |                                               |                       |
| Robert Robinson, Percy Foulds                       | 1914                  | 2-Aminostyrole, Carbonsäurechloride, Phosphoroxychlorid, Base                                        | Bildung eines Amides, Ringschluss                                                                                        | Chinoline                                     | [ 43 ]                |
| Robinson-Gabriel-Synthese                           |                       | | |                                               |                       |
| Robert Robinson, Siegmund Gabriel                   | 1909                  | N-Acyl-α-aminoketone, schweflige Säure                                                               | Protonierung, intermolekulare Kondensation, Dehydrierung                                                                 | Oxazole                                       | [ 44 ] [ 45 ]         |
| Reaktionsschema Robinson-Gabriel-Synthese           |                       | | |                                               |                       |
| Robinson-Schöpf-Reaktion                            |                       | | |                                               |                       |
| Robert Robinson, Clemens Schöpf                     | 1917/1935             | Methylamin, Acetondicarbonsäure, Aldehyde                                                            | doppelte Mannich-Reaktion                                                                                                | Tropan-Alkaloide                              | [ 46 ] [ 47 ]         |
| Reaktionsschema Robinson-Schöpf-Reaktion            |                       | | |                                               |                       |
| Rosenmund-Arsonylierung                             |                       | | |                                               |                       |
| Karl Wilhelm Rosenmund                              | 1921                  | Bromaromaten, Kaliumarsenit, Base, Kupfer-Katalysator                                                | elektrophile Substitution                                                                                                | aromatische Arsinsäuren                       | [ 48 ]                |
| Rosenmund-Reduktion                                 |                       | | |                                               |                       |
| Karl Wilhelm Rosenmund                              | 1918                  | Carbonsäurechloride, Wasserstoff, Palladium (Katalysator)                                            | Reduktion | Aldehyde                                      | [ 49 ]                |
| Reaktionsschema Rosenmund-Reduktion                 |                       | | |                                               |                       |
| Rosenmund-von-Braun-Synthese                        |                       | | |                                               |                       |
| Karl Wilhelm Rosenmund, Julius von Braun            | 1919/1931             | Arylhalogenide, Kupfer(I)-cyanid                                                                     | nukleophile aromatische Substitution                                                                                     | Arylnitrile                                   | [ 50 ] [ 51 ]         |
| Reaktionsschema Rosenmund-von-Braun-Synthese        |                       | | |                                               |                       |
| Roskamp-Reaktion                                    |                       | | |                                               |                       |
| Eric J. Roskamp                                     | 1989                  | Aldehyde, Diazoessigsäureethylester, Zinn(II)-chlorid                                                | Bildung einer C-C-Bindung, Abspaltung von Stickstoff                                                                     | β-Ketoester                                   | [ 52 ]                |
| Reaktionsschema Roskamp-Reaktion                    |                       | | |                                               |                       |
| Rothemund-Reaktion                                  |                       | | |                                               |                       |
| Paul Rothemund                                      | 1935                  | Pyrrol, Aldehyde, Säure                                                                              | Bildung eines Dipyrromethans, Ringschluss, Oxidation                                                                     | Porphyrine                                    | [ 53 ]                |
| Reaktionsschema Rothemund-Reaktion                  |                       | | |                                               |                       |
| Roush-Reaktion                                      |                       | | |                                               |                       |
| William R. Roush                                    | 1985                  | Aldehyde, Crotonboronate, Base                                                                       | asymmetrische Allylierung                                                                                                | chirale Homoallylalkohole                     | [ 54 ]                |
| Reaktionsschema Roush-Reaktion                      |                       | | |                                               |                       |
| Rowe-Umlagerung                                     |                       | | |                                               |                       |
| Frederick Maurice Rowe                              | 1926                  | Phthalazin-1-one, Säure                                                                              | Umlagerung | Phthalazinone                                 | [ 55 ]                |
| Reaktionsschema Rowe-Umlagerung                     |                       | | |                                               |                       |
| Rubottom-Oxidation                                  |                       | | |                                               |                       |
| George M. Rubottom                                  | 1974                  | Aldehyde/Ketone, meta-Chlorperbenzoesäure, Triethylsilyltriflat, Triethylamin                        | Oxidation | α-Hydroxy-Ketone/-Aldehyde                    | [ 56 ]                |
| Reaktionsschema Rubottom-Oxidation                  |                       | | |                                               |                       |
| Ruff-Abbau (Ruff-Fenton-Abbau)                      |                       | | |                                               |                       |
| Otto Ruff                                           | 1898                  | Aldosen, Bromlösung, Wasserstoffperoxid, Eisen(III)-salze                                            | oxidative Decarboxylierung                                                                                               | um ein C-Atom verkürzte Aldosen               | [ 57 ]                |
| Reaktionsschema Ruff-Abbau                          |                       | | |                                               |                       |
| Ruff-Umhalogenierung                                |                       | | |                                               |                       |
| Otto Ruff                                           | 1908                  | Alkylchlorisilane, Anilin, Iodwasserstoff                                                            | Bildung von Trianilinalkylsilanen, Spaltung                                                                              | Alkyliodsilane                                | [ 58 ]                |
| Rupe-Umlagerung                                     |                       | | |                                               |                       |
| Hans Rupe                                           | 1926                  | tertiäre Propargylalkohole, Säure                                                                    | Abspaltung von Wasser, Bildung einer Enin-Zwischenstufe, Reaktion mit Wasser                                             | α,β-ungesättigte Ketone                       | [ 59 ]                |
| Russig-Laatsch-Reaktion                             |                       | | |                                               |                       |
| Friedrich Russig, Hartmut Laatsch                   | 1900/80               | Naphthohydrochinone, Natriumdithionit, Chlorwasserstoffhaltige Alkohole                              | Reduktion zum Diol, Veretherung                                                                                          | Monoalkylether                                | [ 60 ] [ 61 ]         |
| Ružička-Ringsynthese                                |                       | | |                                               |                       |
| Leopold Ružička                                     | 1926                  | α,ω-Dicarbonsäuren, Thoriumdioxid                                                                    | Cyclisierung | cyclische Ketone                              | [ 62 ]                |
| Reaktionsschema Ružička-Ringsynthese                |                       | | |                                               |                       |
| Ružička-Fukushima-Umlagerung                        |                       | | |                                               |                       |
| Leopold Ružička, David K. Fukushima                 | 1938/55               | 17α-Hydroxy-20-keto-Steroide, Base/Säure                                                             | Umlagerung | D-Homo-Steroide                               | [ 63 ] [ 64 ]         |
| Rychnovsky-Polyolsynthese                           |                       | | |                                               |                       |
| Scott D. Rychnovsky                                 | 1989                  | Acetal-geschützte Cyanodiole, Acetal-geschützte Halogendiole, Lithiumdimethylamid, Lithium, Ammoniak | Kupplung, Decyanierung, Entschützung                                                                                     | Polyole                                       | [ 65 ]                |